# 太阳风
- 米粒
- 太阳黑子
- 光球
- 色球
- 對流層
- 輻射層
- 差旋層
- 核心
- 日冕
- 閃焰
- 日珥
- 太阳风

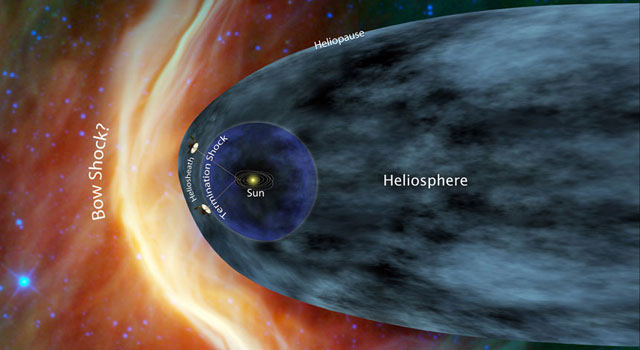
位於“终端震波”附近的“航海家”號空間探測器

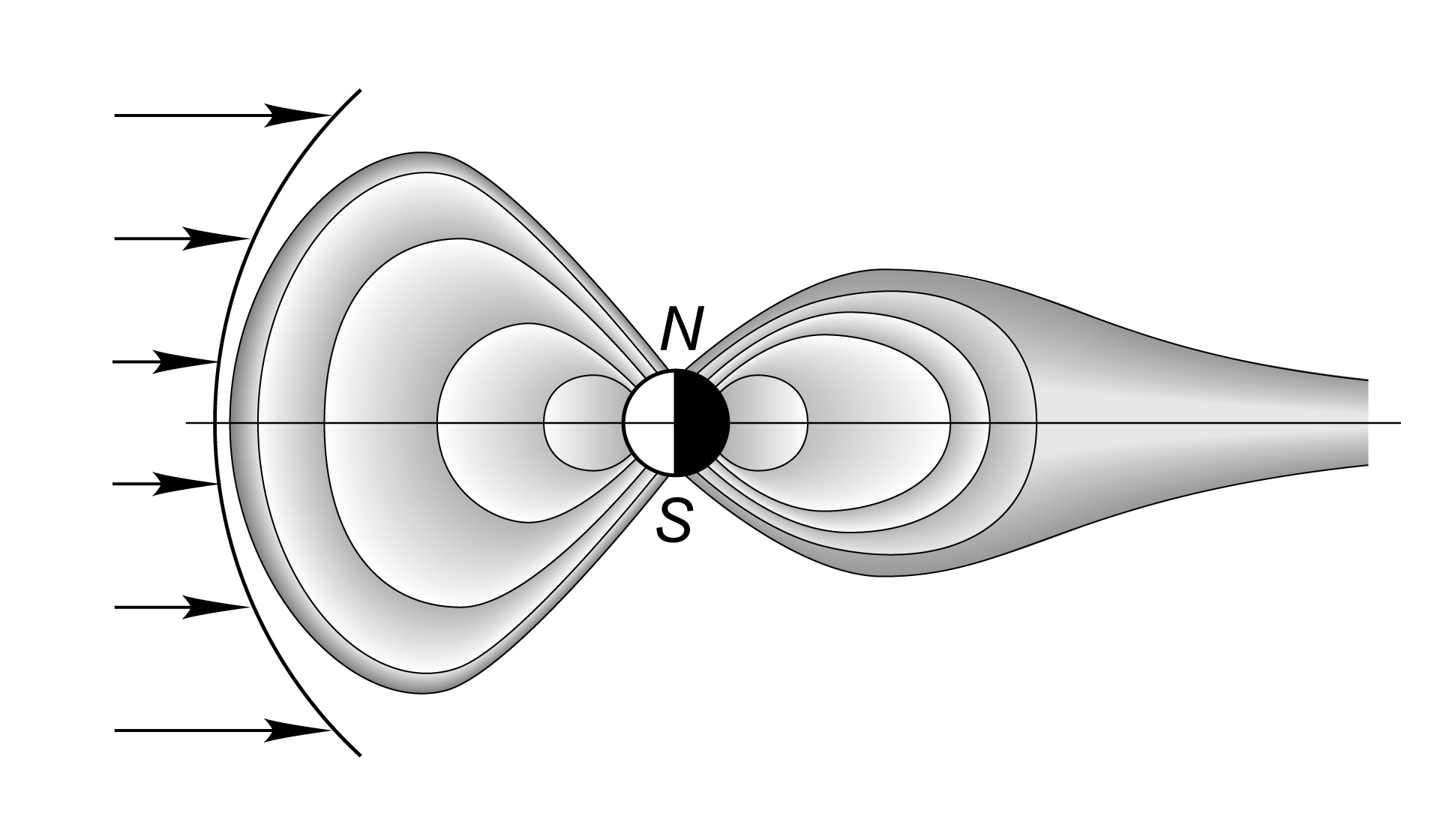
太陽風作用下的地球磁場示意圖

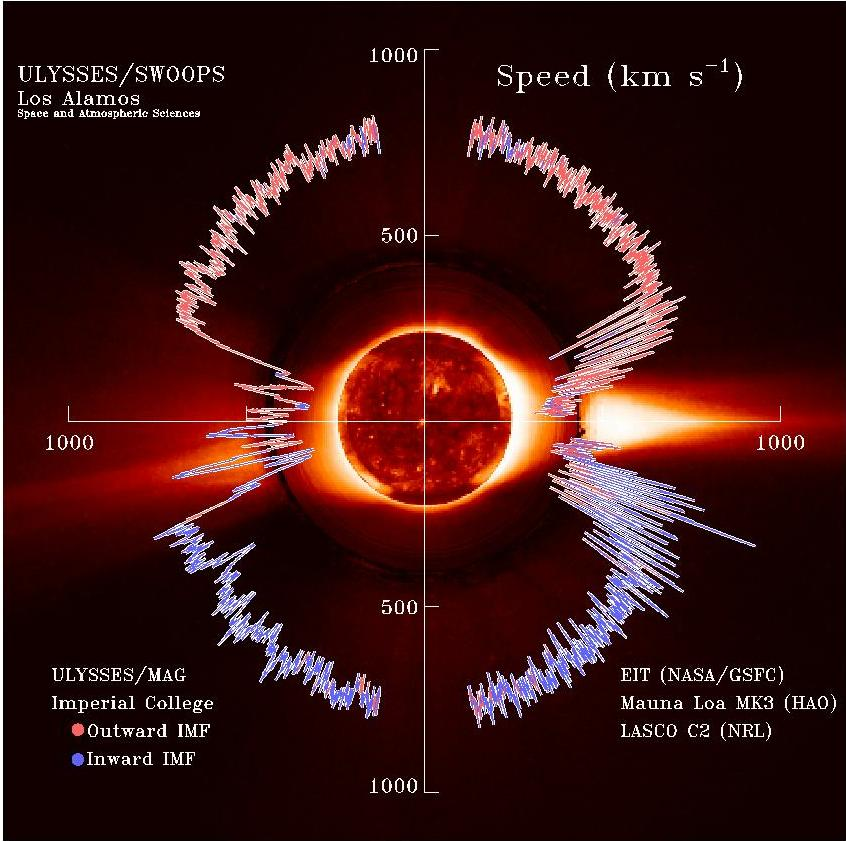
尤利西斯號對太陽極小期間觀測的太陽風速與日心緯度的函數關係。慢速的太陽風（≈400）局限於赤道地區，而在兩極上空可以看到高速的太陽風（≈750）。 紅色/藍色表示日球層磁場的向外/向內極性。

太陽風是從太陽最外層的大氣層日冕釋放的帶電粒子流。這些電漿主要由電子、質子和α粒子組成，具有的動能介於0.5 and 10 keV之間。太陽風電漿的組成還包括在太陽電漿中發現的各種粒子混合物：微量的重離子和元素的原子核，如碳、氮、氧、氖、鎂、矽、硫和鐵。還有一些其它原子核和同位素的更罕見的微量痕跡，例如磷、鈦、鉻和鎳的同位素 58Ni、60Ni和62Ni。與太陽風電漿疊加的是行星際磁場。太陽風的密度、溫度和速度隨時間和太陽緯度和經度而變化。它的粒子可以逃脫太陽的引力，因為它們的高能量是由日冕的高溫產生的，而這反過來又是日冕磁場的結果。將日冕與太陽風分開的邊界稱為阿耳芬面。
在距離太陽超過幾個太陽半徑的地方，太陽風的速度達到250–750 km/s，且是超音速的，這意味著它的移動速度比 快磁聲波的速度還要快。太陽風的流動在終端震波處不再是超音速的。其它與太陽風相關現象包括極光（北極光和南極光）、總是指向遠離太陽的彗尾，以及可以改變磁力線方向的地磁暴。

## 歷史

### 來自地球的觀測
英國天文學家理查·克里斯多福·卡林頓首次提出了存在從太陽流向地球的粒子流。1859年，卡林頓和理查德·霍奇森獨立地首次觀測到後來被稱為太陽閃焰的東西。這是太陽盤面上亮度的突然局部增加，現在已知通常與太陽大氣中稱為日冕巨量噴發的物質和磁通量的間歇性噴射同時發生。接下來的日子裡，觀測到一場强地磁風暴，卡林頓懷疑可能存在聯系； 磁暴現在被歸因於日冕巨量噴發來到近地空間，及其隨後與地球磁層的相互作用。愛爾蘭學者喬治·菲茨傑羅（英語：George Francis FitzGerald）後來提出，物質正定期加速遠離太陽，幾天後到達地球。

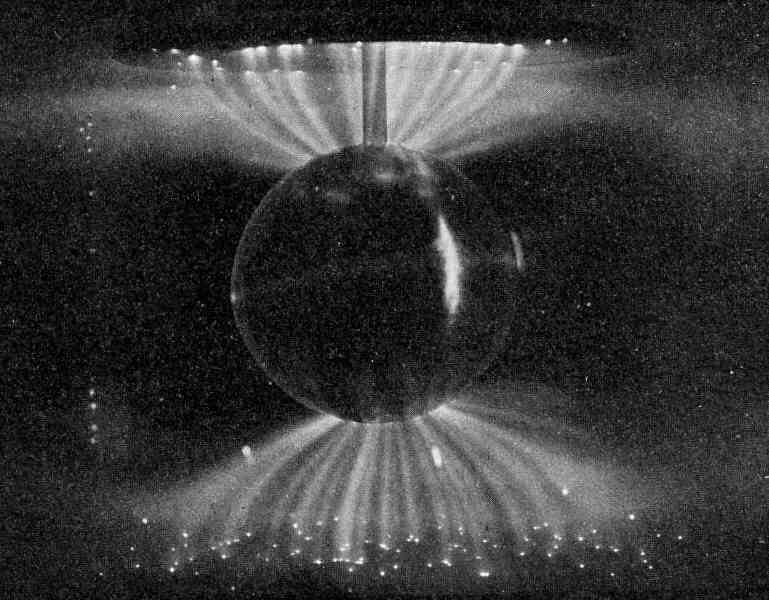
實驗室模擬太陽風對磁層的影響；這些類似極光的白克蘭電流是在真空室中的雷拉磁化陽極球中產生的。

1910年，英國天體物理學家亞瑟·愛丁頓在一篇關於摩豪斯彗星的文章註腳中基本上提出了太陽風的存在，但沒有命名。愛丁頓的主張從未被完全接受，儘管他在前一年的一次皇家學會演講中也提出了類似的建議，他在演講中假設噴發的物質由電子組成，而在他對摩豪斯彗星的研究中，他認為它們是離子。
噴發物質由離子和電子組成的想法最早是由挪威科學家克里斯蒂安·伯克蘭提出的。他的地磁調查顯示，極光活動幾乎沒有中斷。由於這些和其它顯示，地磁活動是由太陽粒子產生的，他得出結論，地球正不斷受到「太陽發射出的微粒帶電體」轟擊。1916年，他提出：「從物理學的角度來看，太陽光線很可能既不是完全的負射線，也不是完全的正射線，而是兩種射線；換句話說，太陽風由負電子和正離子組成。三年後，即1919年，英國物理學家弗雷德里克·林德曼也提出，太陽噴射出兩種極性的粒子：質子和電子。
大約在20世紀30年代，科學家們得出結論，由於日冕延伸到太空的管道（如日全食期間所見），日冕的溫度必須達到攝氏100萬度。後續的光譜學工作證實了這種異常的溫度。在20世紀50年代中期，英國數學家西德尼·查普曼計算了這種溫度下氣體的性質，並確定日冕是一種極好的熱導體，它必須延伸到太空，並超出地球軌道。同樣在20世紀50年代，德國天文學家路德維希·比爾曼對無論彗星的行進方向如何，彗星的尾巴總是指向遠離太陽的方向這一事實產生了興趣。查普曼假設，這是因為太陽發射出穩定的粒子流，將彗星的尾巴推開。德國天文學家保羅·奧斯瓦爾德·阿內特被威爾弗裏德·施羅德（Wilfried Schröder）認為是第一個根據惠普爾-費克彗星（1942g）的觀測將太陽風與彗尾方向聯繫起來的人。
美國天體物理學家尤金·派克意識到，查普曼模型中太陽的熱量流動，以及比爾曼假設中彗尾從太陽吹走，必然是他稱之為「太陽風」的同一現象的結果。1957年，派克證明，儘管太陽的日冕被太陽引力强烈吸引，但它是一種很好的熱導體，在離太陽很遠的地方仍然很熱。隨著太陽引力隨著離太陽距離的增加而减弱，外日冕大氣能够以超音速逃逸到星際空間。派克也是第一個注意到太陽引力的减弱對流體動力學的流體影響與德拉瓦噴嘴的影響相同的人，從而引發了從次音速到超音速流的轉變。派克關於太陽風的假設遭到強烈反對；1958年，他向《天體物理學雜誌》提交的論文 被兩名審稿人拒絕，然後被編輯蘇布拉馬尼安·錢德拉塞卡接受。

### 太空觀測
1959年1月，蘇聯太空船「月球1號」使用半球形離子阱首次直接觀測到太陽風，並量測了其强度。這一發現是由Konstantin Gringauz做出的，得到「月球2號」、「月球3號」，以及距離更遙遠的「金星1號」測量的證實。三年後，美國地球物理學家瑪西婭·諾伊格鮑爾和合作者使用「水手2號」太空船進行了類似的測量。
Pneuman和Kopp於1971年首次對日冕中的太陽風進行了數值模擬，包括閉合和開放場線。從初始偶極配置開始反覆運算求解磁流體力學方程中的穩態。
1990年，發射了尤利西斯號探測器，研究來自太陽高緯度的太陽風。先前所有的觀測都是在太陽系的黃道平面或其附近進行的。
20世紀90年代末，SOHO太空船上的儀器，紫外日冕光譜儀（UVCS）觀測到了從太陽兩極發出的快速太陽風加速區域，發現風的加速速度遠遠快於僅用熱力學膨脹來解釋的速度。派克的模型預測，風應該在距離光球層（表面）約4太陽半徑（約3,000,000公里）的高度過渡到超音速流；但轉變（或「聲波點」）現在似乎要低得多，可能只在光球層上方一個太陽半徑（約700,000公里）處，這表明一些額外的機制加速了太陽風遠離太陽。快速風的加速度仍然不清楚，也不能完全用派克的理論來解釋。然而，1970年之前的一篇論文諾貝爾物理學獎得主漢尼斯·阿爾文詳細介紹了這種加速的引力和電磁解釋。
從1999年5月10日到5月12日，美國國家航空暨太空總署的先進成分探測器（ACE）和風太空船觀測到太陽風密度下降了98%。這使得來自太陽的高能電子以被稱為「Strahl」的窄束流到地球，從而引發了一場非常不尋常的「極地雨」事件，在這場事件中，可見的極光出現在北極上空。此外，地球的磁層增加到正常大小的5到6倍。
STEREO任務於2006年啟動，利用兩個相距甚遠的成像系統的立體視覺研究日冕巨量噴發和日冕。每個STEREO太空船都攜帶兩個日球層成像儀：能够通過自由電子對太陽光的湯姆遜散射對太陽風本身進行成像的高靈敏度廣角相機。STEREO的電影揭示了黃道附近的太陽風是一種大尺度的湍流。

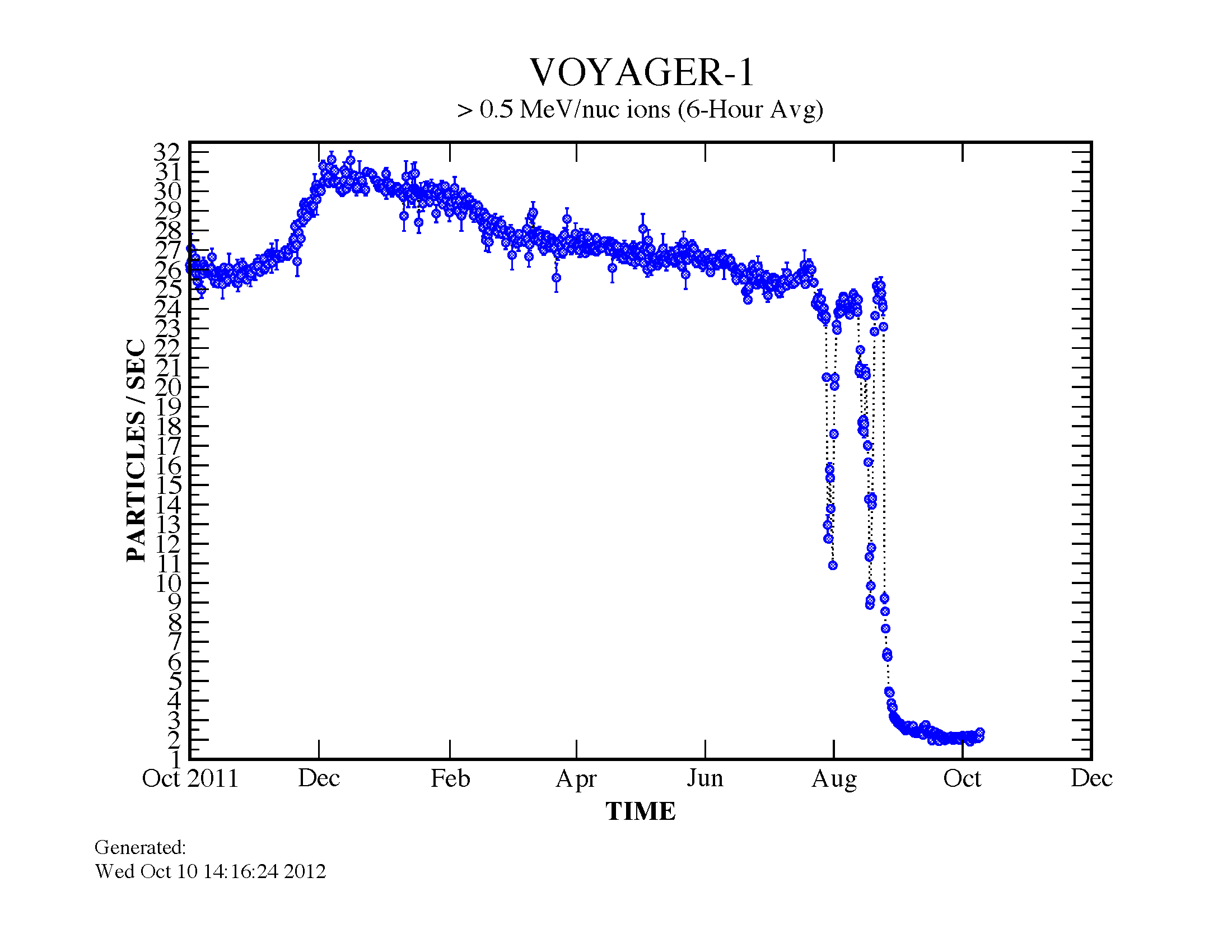
顯示「航海家1號」探測到太陽風粒子的速率急劇下降的圖表。

2010年12月13日，航海家1號確定太陽風在距離地球10.8 × 109英里（17.4 × 109）處的速度已降至零。航海家號項目科學家愛德華·斯通說：「我們已經到了這樣的地步，來自太陽的風，到目前為止一直向外運動。現在它不再向外移動，它只是側向移動，這樣它就可以沿著日球層的尾部向下移動，日球層是一個彗星形狀的物體。」。
2018年，美國國家航空暨太空總署發射了以美國天體物理學家尤金·派克命名的「派克太陽探測器」，其任務是研究日冕的結構和動力學，試圖瞭解導致粒子以太陽風的形式被加熱和加速的機制。在為期七年的任務中，探測器將繞太陽運行24周，隨著每個軌道的近日點進一步進入日冕，最終在距離太陽表面0.04天文單位的距離內通過。這是美國國家航空暨太空總署第一艘以活人命名的太空船；91歲高齡的派克當時在場觀看了這次的發射。

## 加速機制
雖然早期的太陽風模型主要依靠熱能來加速物質，但到了20世紀60年代，很明顯地知道，僅靠熱加速無法解釋太陽風的高速。需要一種額外的未知加速機制，並且可能與太陽大氣中的磁場有關。
太陽的日冕或延伸的外層，是一個被加熱到百萬克耳文以上的電漿區域。由於熱碰撞，內日冕內的粒子具有由馬克士威波茲曼分佈描述的速度範圍和分佈。這些粒子的平均速度約為145 km/s，這遠低於太陽的逃逸速度618 km/s。然而，一些粒子的能量足以達到400 km/s，這使得它們能够為太陽風提供能量。在相同的溫度下，電子由於質量小得多，它們可以達到逃逸速度並建立電場，進一步加速離子遠離太陽。
太陽風從太陽帶走的粒子總數約為每秒1.3×1036。 因此，每年的總質量損失約為(2–3)×10−14太陽質量，或大約每秒1.3–1.9百萬噸。這相當於每1.5億年減少一個地球質量。然而，自太陽形成以來，只有約0.01%的初始質量因太陽風而損失。其它恆星有更强的恆星風，導致質量損失率明顯更高。

### 小噴流
2023年3月，對太陽極紫外線的觀測表明，小規模的磁重聯可能是太陽風的驅動因素，因為毫微閃焰以無處不在的噴射活動，即噴流的形式出現，即在日冕底部產生短暫的熱電漿流和阿耳芬波。這種活動也可能與太陽風的磁性開關現象有關。

## 性質和結構

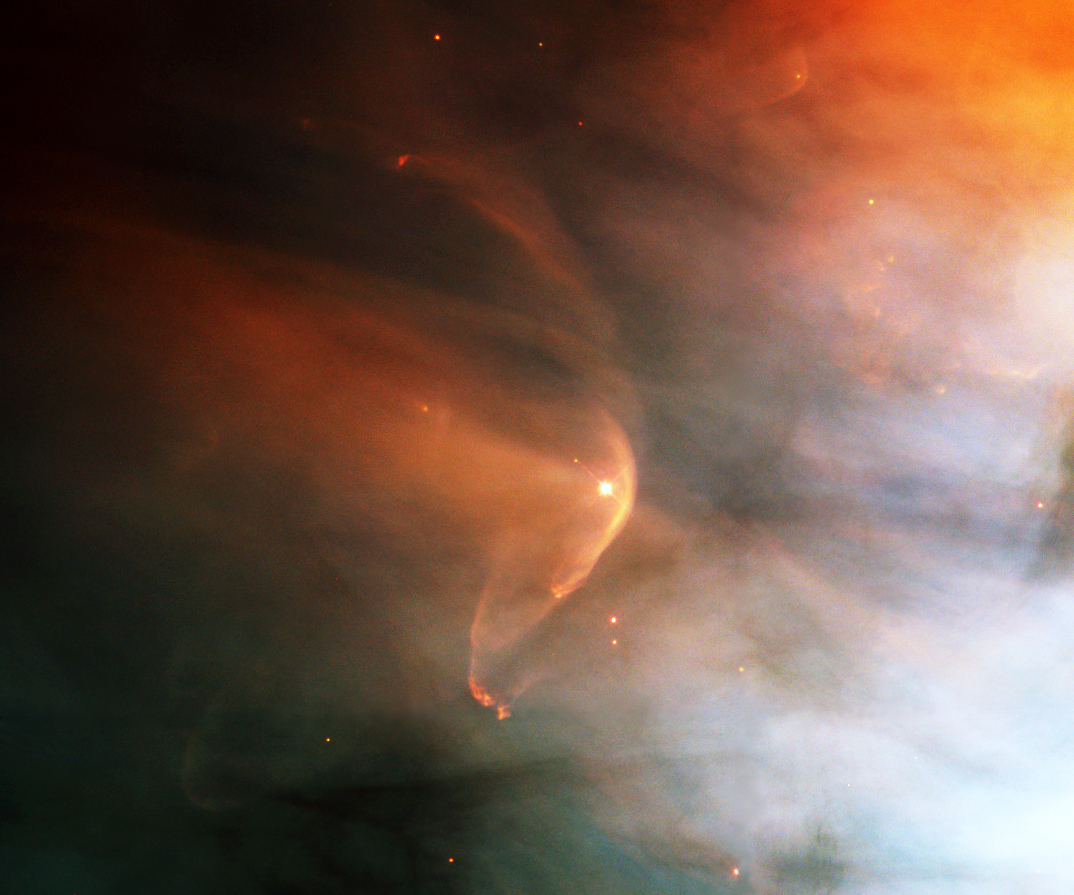
這被認為顯示了來自恆星獵戶座L.L.的恆星風產生了一個弓形震波（明亮的弧線）。

### 快速和慢速太陽風
觀測到太陽風存在兩種基本狀態，稱為慢速太陽風和快速太陽風，儘管它們的差異遠遠不只是它們的速度。在近地空間，觀測到的太陽風的速度為300–500 km/s，溫度約為100 千開爾文，成分與日冕非常接近。相比之下，快速太陽風的典型速度為750 km/s，溫度為800 千開爾文，它幾乎與太陽光球層的成分相匹配。慢速太陽風的密度是快速太陽風的兩倍，本質上的變化也更多。
慢速太陽風似乎起源於太陽赤道帶周圍的一個區域，該區域被稱為「流光帶」，在那裡，其中日冕流是由向日球層開放的磁通量覆蓋在閉合的磁環上產生的。慢速太陽風形成所涉及的確切日冕結構以及釋放物質的方法仍在爭論中。1996年至2001年對太陽的觀測表明，在太陽極小期（太陽活動最低的時期）期間，慢速太陽風的發射發生在緯度高達30-35°的地方，然後隨著太陽週期接近最大值而向兩極擴展。在太陽極大期時，兩極也在釋放慢速太陽風。
快速太陽風起源於日冕洞，它們是太陽磁場中開闊場線的漏鬥狀區域。這種開放線在太陽的磁極周圍尤為普遍。電漿源是由太陽大氣中對流單體產生的小磁場。這些場限制電漿並將其輸送到日冕漏斗的狹窄頸部，這些漏斗僅位於光球層上方20,000公里處。當這些磁力線重新連接時，電漿被釋放到漏斗中。

### 速度和密度
在地球軌道附近1 天文單位（AU）的電漿以250到750公里/秒的速度流動，密度在每立方釐米3到10個顆粒之間，溫度範圍從104到 106開爾文。
平均而言，電漿密度隨與太陽距離的平方而減小（Sect. 2.4）， 而速度在1天文單位處降低並趨於平緩（Fig. 5）。
航海家1號和航海家2號報告電漿密度n在距離為80至120 AU之間，每立方釐米0.001和0.005顆；超過 120 AU到 日球層頂，迅速稱高至每立方釐米0.05到0.2顆。

### 壓力
在1 AU處，風施加的壓力通常在1–6 nPa（(1–6)×10−9 N/m2），然而它很容易變化至該範圍之外。
衝壓力是風速和密度的函數。公式為
{\displaystyle P=m_{\text{p}}\cdot n\cdot V^{2}=\mathrm {1.6726\times 10^{-27}\,kg} \cdot n\cdot V^{2}}
此處mp是質子的質量，P是壓力，單位為Pa（帕斯卡），n是每立方釐米的顆粒密度，和V是太陽風的速度，單位是公里/秒。

### 日冕巨量噴發

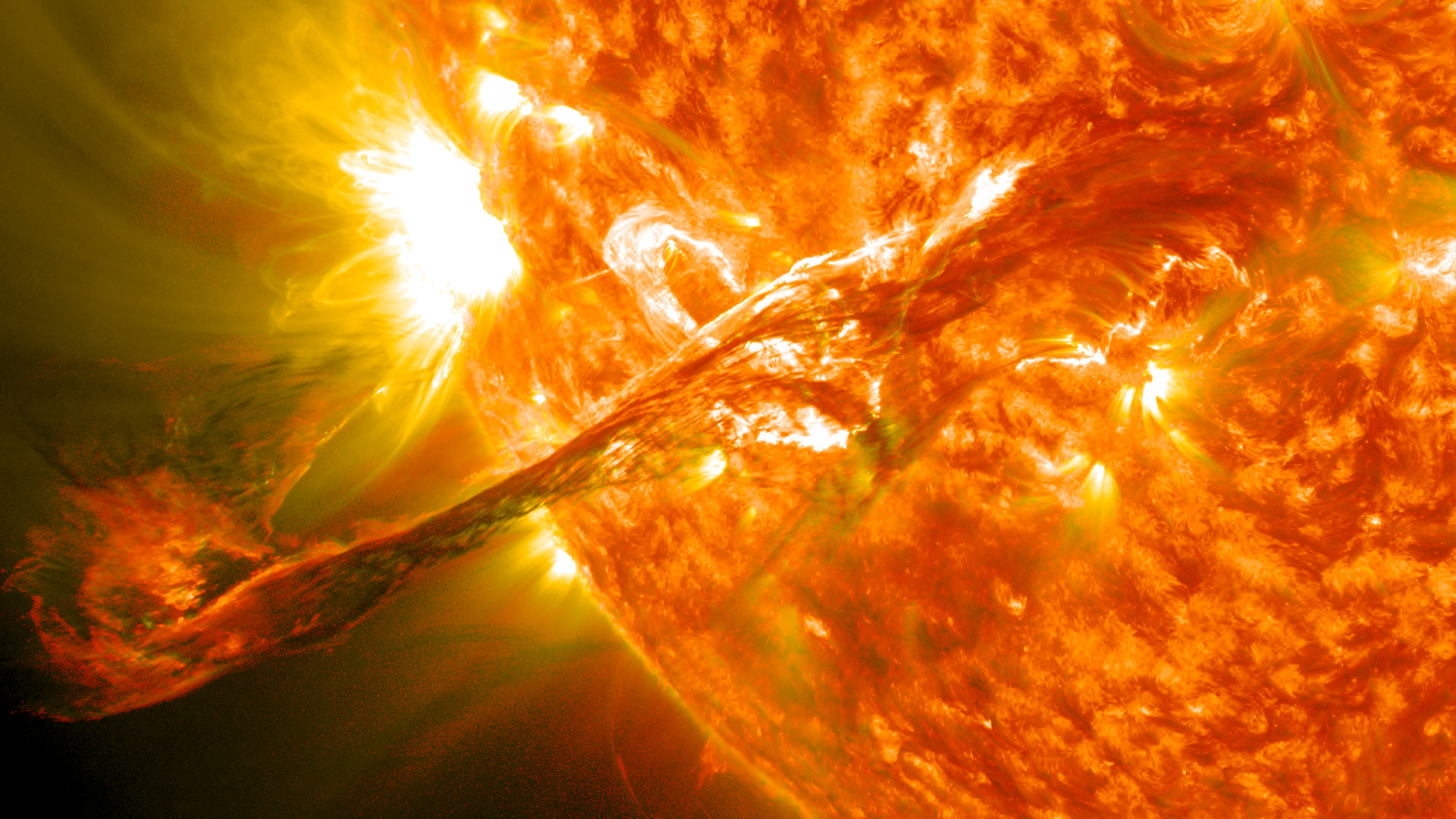
從地球的太陽噴發的CME。

快速和慢速的太陽風都可以被稱為日冕巨量噴發，或大型的CME、快速移動的電漿打斷。CME是由太陽釋放的磁能引起的；在大眾媒體中通常將CME被稱為「太陽風暴」或「太空風暴」。它們有時（但並非總是）與 太陽閃焰有關，這是太陽磁能釋放的另一種表現形式。CME在日球層的稀薄電漿中產生衝擊波，發射電磁波和加速粒子（主要是質子和電子），在CME前方形成游離輻射的陣雨。
當CME撞擊地球的磁層時，它會暫時使地球的磁場變形，改變指南針指標的方向，並在地球本身感應出大的地電流；這被稱為地磁暴，它是一個全球性的現象。CME撞擊可以在地球的磁尾（磁層的午夜側）中誘導磁重聯；這會將質子和電子向下發射到地球大氣層，在那裡它們形成極光。
CME並不是太空天氣的唯一原因。眾所周知，根據當地條件，太陽上不同的斑塊會產生略有不同的風速和風密度。獨立地看，這些不同的風流中的每一個都會形成一個角度略有不同的螺旋形，快速移動的氣流更直接地向外移動，而緩慢移動的氣流更多地圍繞著太陽。快速移動的流往往會超過在太陽上發源於 西側較慢的流，形成湍流同向旋轉的相互作用區域，從而產生波運動和加速粒子，並且以與CME相同但比CME更溫和的方式影響地球的磁層。
CME具有複雜的內部結構，在相對較冷和強磁化的電漿區域（稱為磁雲或噴射物）到達之前，有一個高度湍流的熱和壓縮電漿區域（稱為鞘）。鞘和噴射物對地球的磁層和各種太空天氣現象的影響非常不同，例如 范艾倫輻射帶的行為。

### 磁性之字形

派克太陽探測器觀察到的之字形：太陽風中的行進擾動導致磁場自行彎曲。

磁性之字形是太陽風磁場的突然反轉。它們也可以被描述為太陽風傳播中的干擾，導致磁場自行彎曲。它們最初是由第一艘飛越太陽兩極的探測器，NASA-ESA任務的「尤利西斯號」發現的。派克太陽探測器第一次觀測到之字形是在2018年。

## 太陽系效果

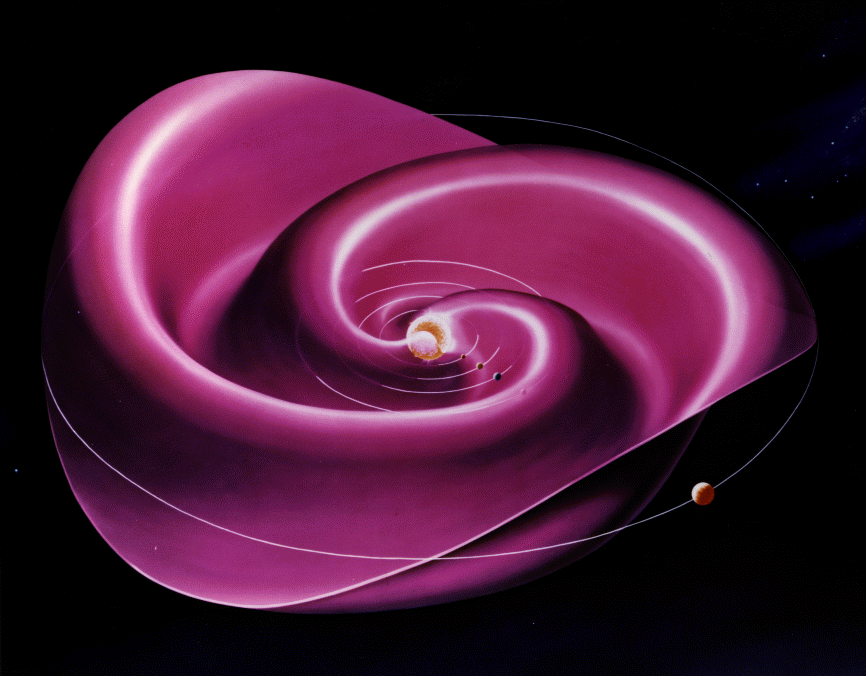
太陽圈電流片是旋轉的太陽磁場影響太陽風中電漿的結果。

在太陽的生命週期中，其表面層與逸出的太陽風的相互作用大大降低了其表面旋轉速率。風被認為要對彗星尾巴和太陽輻射負責。太陽風通過一種稱為行星際閃爍的效應，導致在地球上觀察到的天體無線電波的波動。

### 磁層

地球磁層的示意圖。太陽風從左向右流動。

當太陽風與具有發達磁場的行星（例如地球、木星或土星）相交時，粒子會被洛倫茲力偏轉。這個區域被稱為磁層，導致粒子繞地球移動，而不是轟擊大氣層或表面。磁層在面向太陽的一側大致形狀像一個半球面，然後在另一側以長長的尾跡被拉出。這個區域的邊界被稱為磁層頂，一些粒子能够通過磁場線的部分重聯進入這個區域穿透磁層。

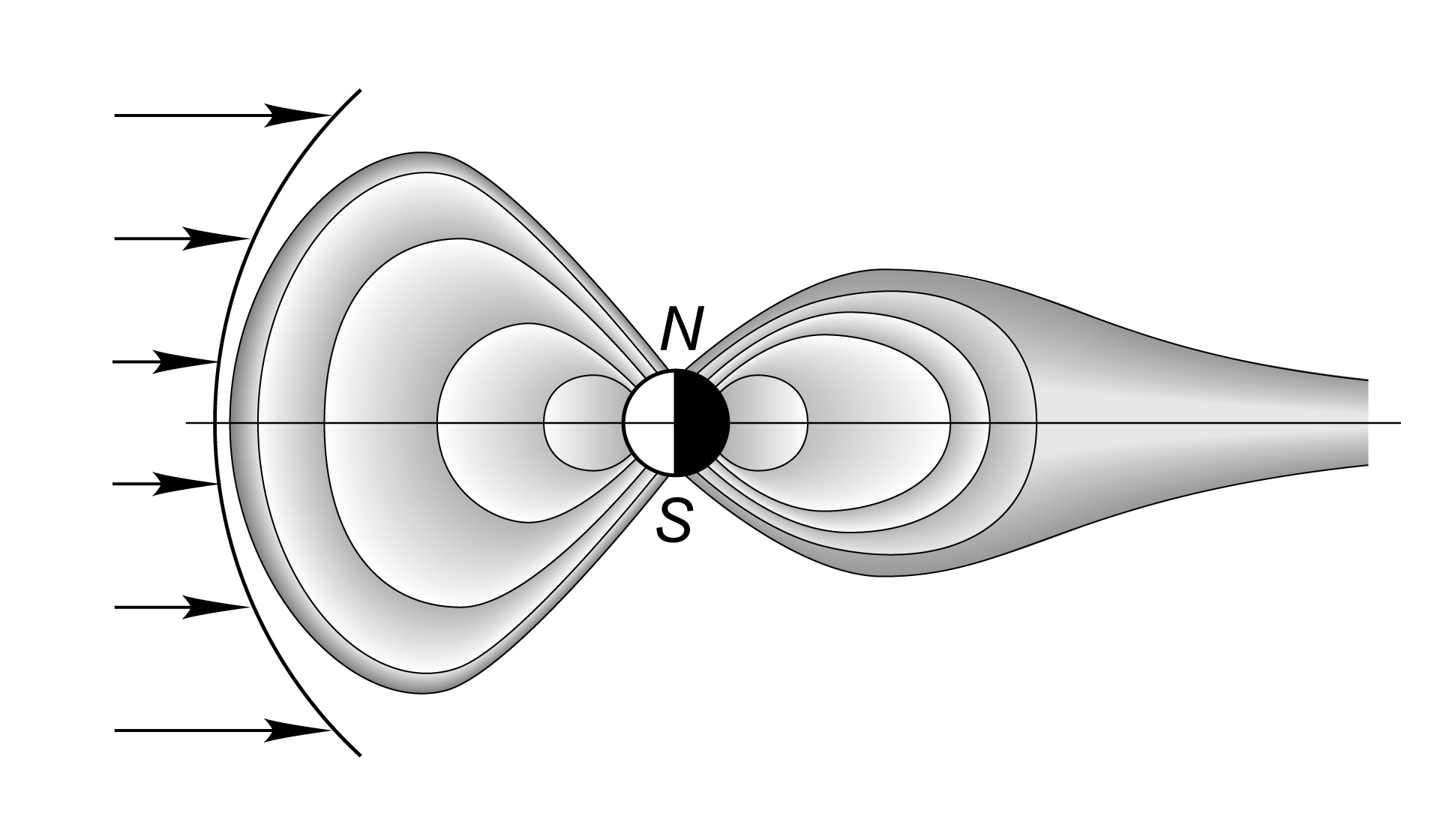
磁層的正午子午線剖面。

太陽風對地球磁層的整體形狀負責。其速度、密度、方向和夾帶磁場的波動强烈影響著地球的局部空間環境。例如，電離輻射和無線電干擾的水準可能相差數百到數千倍；而磁層頂的形狀和位置以及其上游的弓形衝擊波改變可以達到幾個地球半徑，使地球同步衛星直接暴露在太陽風中。這些現象統稱為 太空天氣。
從歐洲太空總署的第二集羣 (航天器)任務中，一項新的研究表明，太陽風比以前認為的更容易滲透到磁層中。一組科學家直接觀察到太陽風中存在某些出乎意料的波。最近的一項研究表明，這些波使太陽風的帶電粒子能够突破磁層頂射入磁層。這表明磁泡的形成更多地是作為篩檢程式而不是連續的屏障。這一最新發現是通過四個相同的星團探測器的獨特排列實現的，這些航天器以受控的配置在近地空間飛行。當它們從磁層掃入行星際空間並再次返回時，艦隊為連接太陽和地球的現象提供了卓越的三維見解。
這項研究描述了行星際磁場（IMF）形成的變化，主要受克耳文-亥姆霍茲不穩定性（發生在兩種流體的介面上）的影響，這是由於邊界層的厚度和許多其他特徵的差異造成的。專家認為，這是第一次在在行星際磁場的磁層頂高緯度上，向下方顯示克耳文-亥姆霍茲波的出現。在太陽風條件下，這些波浪出現在不可預見的地方，以前人們認為這對它們的產生是不可能的。這些發現表明，在特定的IMF環境下，太陽粒子如何穿透地球的磁層。這些發現也與其它行星體周圍磁層進展的研究有關。這項研究表明，克耳文-亥姆霍茲波可能是一種在各種IMF方向下，太陽風進入地球磁層的常見且可能恆定的儀器。這項研究表明，克耳文-亥姆霍茲波可能是一種比較常見且可能是恆定的，在不同的行星際磁場方向下，太陽風進入地球磁層的機制。

### 大氣
太陽風會影響其它宇宙射線與行星大氣的相互作用。此外，磁層較弱或不存在磁層的行星會被太陽風將其大氣剝離。
金星，它是距離地球最近、最相似的行星，大氣密度是地球的100倍，幾乎沒有地磁場。太空探測器發現它有一條延伸到地球軌道的彗星狀尾巴。
地球本身在很大程度上受到其磁場的保護，使大多數帶電粒子偏轉；然而，一些帶電粒子被困在范艾倫輻射帶中。少量來自太陽風的粒子設法像在電磁能傳輸線上一樣，傳播到地球高層大氣和極光區的電離層。在地球上唯一可觀測到太陽風的時間，是當它足够强，可以產生極光和地磁風暴等現象時。明亮的極光强烈加熱電離層，導致其電漿脹到磁層，增加電漿的大小，並將大氣物質注入太陽風中。當磁層內包含的電漿壓力足够大而膨脹，從而扭曲地磁場時，就會產生地磁風暴。
儘管火星比水星大，離太陽的距離是水星的四倍，但據認為，太陽風已經剝離了其原始大氣層的三分之一，留下了密度僅有地球1/100的大氣層。據信，這種大氣剝離的機制是被太陽風磁場氣泡中的氣體剝離。2015年，美國國家航空暨太空總署（NASA）的火星大氣和揮發性演化任務（MAVEN）量測了太陽風流經火星時攜帶的磁場引起的大氣剝離率，太陽風產生電場，就像地球上的渦輪機可以用來發電一樣。這種電場加速了火星高層大氣中的帶電氣體原子，稱為離子，並將其射入太空。MAVEN任務量測到大氣剝離速率約為每秒鐘100公克（〜1/4磅/秒）。

### 衛星和行星表面

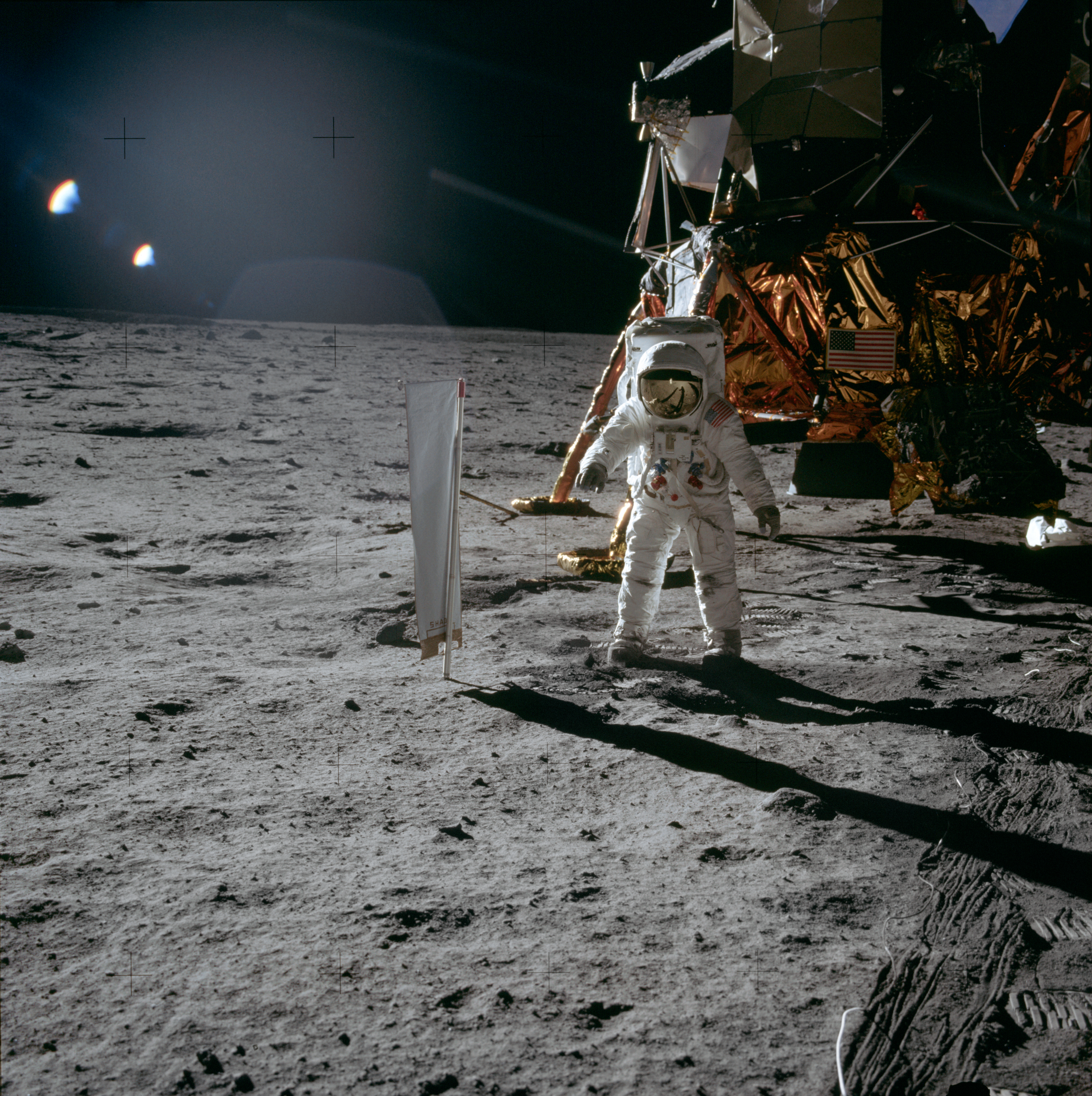
阿波羅的太陽風成分實驗（Solar Wind Composition Experiment，縮寫：SWC）。

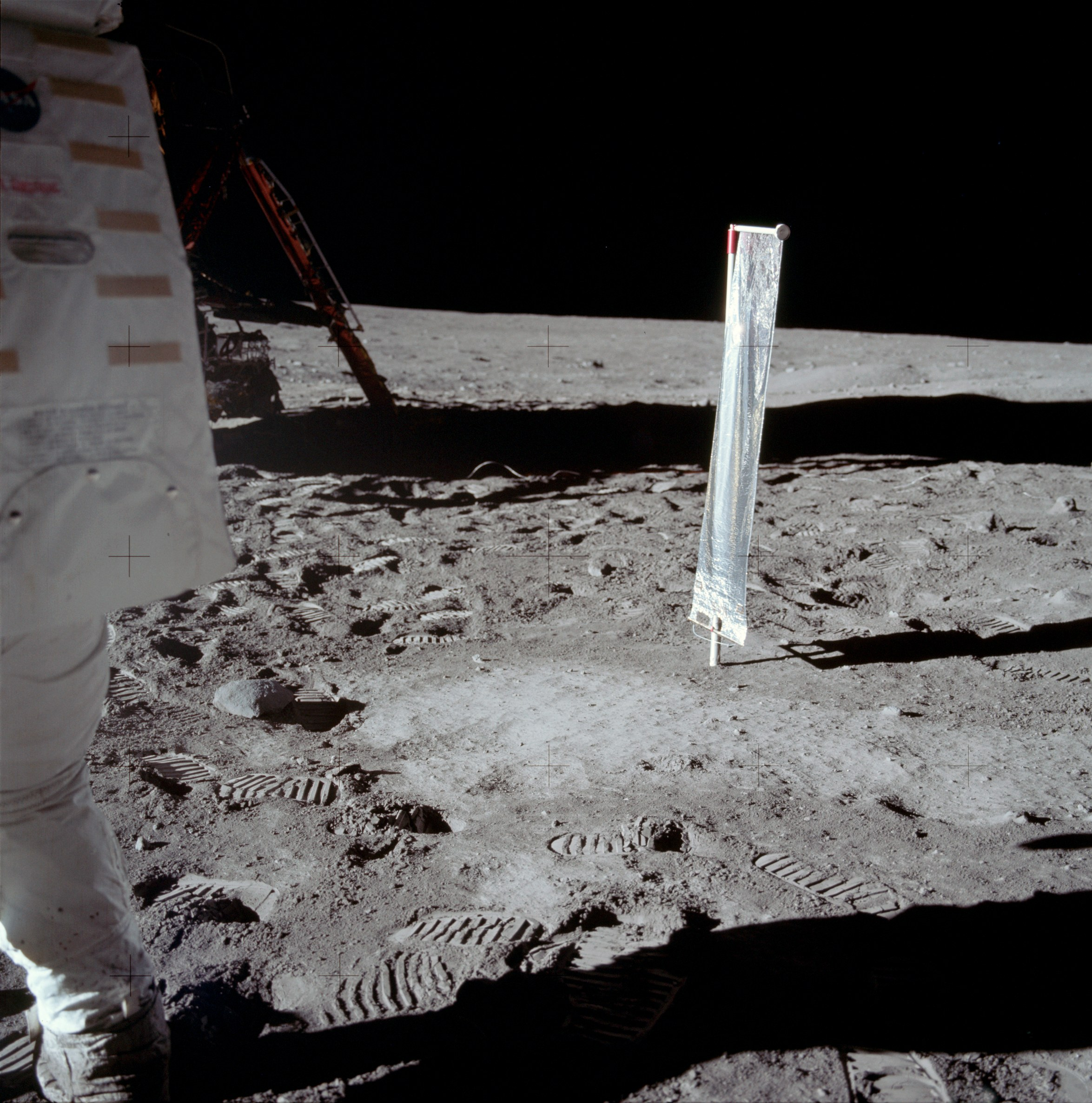
阿波羅在月球表面的太陽風成分實驗。

水星，距離太陽最近的行星，承受著太陽風的全部衝擊，由於其大氣層是退化和瞬態的，其表面沐浴在輻射中。
水星具有固有磁場，因此在正常的太陽風條件下，太陽風無法穿透其磁層，粒子只能到達尖端區域（磁極）的表面。然而，在日冕巨量噴發期間，磁層頂可能會被壓入行星表面，在這種情況下，太陽風可能會與行星表面自由相互作用。
地球的衛星，月球沒有大氣層或固有的磁場，因此其表面受到太陽風的全面轟擊。阿波羅計畫部署了鋁箔的被動收集器，試圖對太陽風進行採樣，攜回研究的月球土壤證實，月球風化層富含太陽風沉積的原子核。這些元素被證明可能是未來月球探險的有用資源。

## 限制

### 阿耳芬面
阿耳芬面是將日冕與太陽風分開的邊界，定義為日冕電漿的阿耳芬速度和大尺度太陽風速度相等的地方。
研究人員不確定太陽阿耳芬臨界表面的確切位置。根據日冕的遠程影像，估計它距離太陽表面在10到20個太陽半徑之間。2021年4月28日，在第八次飛越太陽時，美國國家航空暨太空總署派克太陽探測器在18.8太陽半徑處遇到了特定的磁性和粒子條件，表明它穿透了阿耳芬面。

### 外部限制

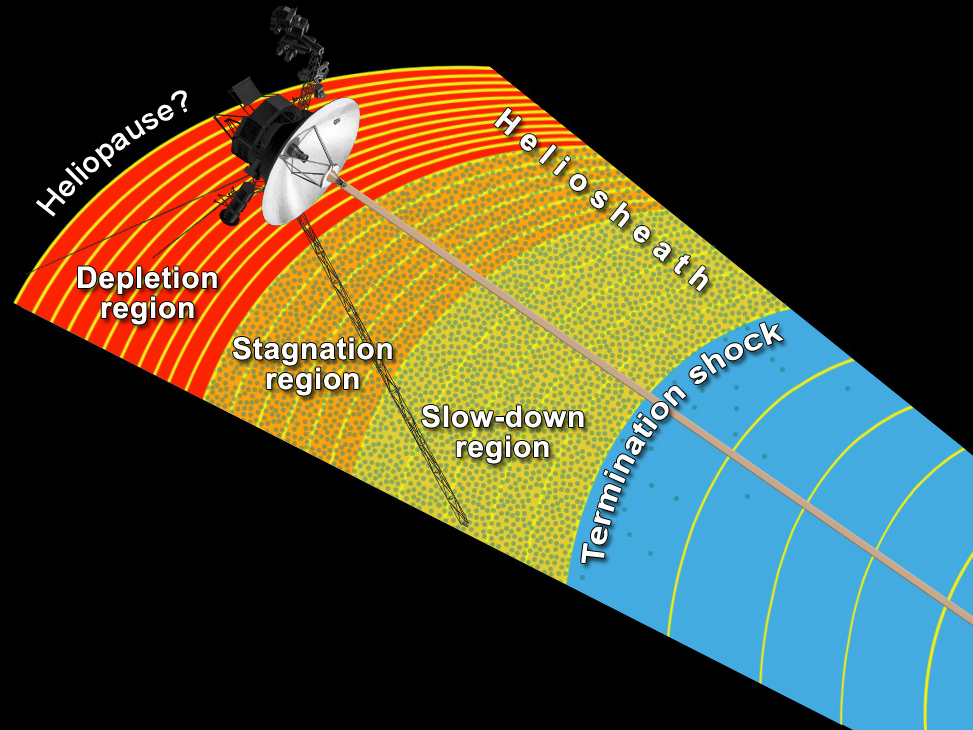
一張基於航海家號探測器結果的資訊圖，展示了日光層的外部區域。

太陽風在星際介質（滲透到星系中的稀薄氫氣和氦氣）中「吹出氣泡」。太陽風的强度不再足以推回星際介質的點被稱為日球層頂，通常被認為是太陽系的外邊界。到日球層頂的距離尚不清楚，可能取決於太陽風的當前速度和星際介質的局部密度，但它遠遠超出了冥王星的軌道。科學家們希望從2008年10月發射的星際邊界探測器（Interstellar Boundary Explorer，縮寫：IBEX）任務獲得的數據中瞭解日球層頂。
日球層頂被認為是定義太陽系範圍的一種管道，還有古柏帶和其他恆星與太陽引力影響相匹配的半徑。據估計，這種影響的最大範圍在50,000 AU到2光年之間，而「航海家1號」探測器在約120 AU處探測到了日球層頂（日球層的外邊界）。
在2007年8月30日至12月10日期間，「航海家2號」探測器五次以上穿過「終端震波」。「航海家2號」”穿過激波，距離太陽約Tm，比「航海家1號」到達終端震波時的13.5Tm距離更近。太空船通過終端震波向外移動，進入日鞘，並朝星際介質前進。

## 進階讀物
- . EurekAlert!. 24 October 2012  [2025-03-13]. （原始内容存档于2025-01-22）.
- Cuperman, S.; Metzler, N. . Journal of Geophysical Research. June 1973, 78 (16): 3167–3168. Bibcode:1973JGR....78.3167C. doi:10.1029/JA078i016p03167.
- Cuperman, S.; Metzler, N. . The Astrophysical Journal. June 1973, 182: 961. Bibcode:1973ApJ...182..961C. ISSN 0004-637X. doi:10.1086/152196.
- Cuperman, S.; Metzler, N. . The Astrophysical Journal. February 1975, 196: 205. Bibcode:1975ApJ...196..205C. ISSN 0004-637X. doi:10.1086/153406.
- Cuperman, S.; Metzler, N.; Spiegelglass, M. . The Astrophysical Journal. June 1975, 198: 755–759. Bibcode:1975ApJ...198..755C. ISSN 0004-637X. doi:10.1086/153652.
- Cuperman, S.; Metzler, N. . Astrophysics and Space Science. December 1976, 45 (2): 411–417. Bibcode:1976Ap&SS..45..411C. ISSN 1572-946X. doi:10.1007/BF00642675.
- Metzler, N. . Proceedings of the L.D.de Feiter Memorial Symposium on the Study of Traveling Interplanetary Phenomena. Air Force Systems Command, USAF. 1978.
- Metzler, N.; Dryer, M. . The Astrophysical Journal. June 1978, 222: 689–695. Bibcode:1978ApJ...222..689M. ISSN 0004-637X. doi:10.1086/156187.
- Cuperman, S.; Metzler, N. . Journal of Geophysical Research: Space Physics. May 1979, 84 (A5): 2139–2140. Bibcode:1979JGR....84.2139C. ISSN 0148-0227. doi:10.1029/JA084iA05p02139.
- Metzler, N.; Cuperman, S.; Dryer, M.; Rosenau, P. . The Astrophysical Journal. August 1979, 231: 960. Bibcode:1979ApJ...231..960M. ISSN 0004-637X. doi:10.1086/157258.
- Alexander, Peter. . Eos, Transactions American Geophysical Union. 13 October 1992, 73 (41): 433–438. Bibcode:1992EOSTr..73..433A. ISSN 0096-3941. doi:10.1029/91EO00319.

## 外部連結
- Real-time plots of solar wind activity from the （页面存档备份，存于） Advanced Composition Explorer
- Get data from A.C.E. (Advanced Composition Explorer) and boost the brain 的存檔，存档日期2022-08-11.